# Місія: Різдвяний порятунок
«Місія: Різдвяний порятунок» (англ. Arthur Christmas) — анімаційний фільм виробництва Sony Pictures Animation, випущений Columbia Pictures у 2011 році.

## Сюжет
Артур, добродушний, але незграбний молодший син Санти, обожнює все, що пов’язано з Різдвом. Він єдиний у своїй родині, в кому магія Різдва все ще розкривається повною мірою. З іншого боку, його старший брат Стів, який одного разу візьме кермо влади у свої руки, є холоднокровним, розумним бізнесменом, який впровадив новітні технології та військову точність на Північному полюсі. Хоча чинний Санта-батько Малькольм все ще вважає себе главою сім’ї, він не набагато більше, ніж представницька особа сімейного бізнесу, адже компанія вже давно переросла його голову. Його 136-річний тато, дідусь Санта-Клаус, — сварлива стара сова, яка ненавидить сучасний світ і постійно бурчить собі, що Різдво було «набагато приємнішим, коли я був Сантою». Він також не дуже добре відгукується про свого онука Стіва, якого висміює як «листоношу з космічним кораблем».
Посеред цієї хаотичної сім'ї незабаром Артур повинен довести, що він герой напередодні Різдва, незважаючи ні на що. Недогляд призвів до того, що дитина в цьому світі не отримає різдвяного подарунка, якщо ніхто не втрутиться. Для Стіва це просто незначна промислова аварія. Але Артур разом з дідусем Санта-Клаусом і ельфом Бріоні вирушає в дорогу на старих оленячих санях, щоб вчасно доставити цей останній подарунок. У швидкісній поїздці тріо втрачає одного з оленів над Торонто. В якості заміни повинна служити фігурка північного оленя рекламної вивіски, адже дитину чекають різдвяні сани з вісьмома оленями. Ми продовжуємо рух за старою картою вашого дідуся, і таким чином ви опиняєтеся в Африці замість Англії, де команді доведеться зіткнутися з голодною зграєю левів. Насилу вони втікають зі зграї, але втрачають стару карту. На щастя, Брайоні взяла з собою навігаційний пристрій, і так вони нарешті дісталися до місця призначення. Принаймні так вони думали, бо Артур тільки зайшов на це місце і не звернув уваги на землю. Таким чином вони залишають все нові й нові «сліди» і поступово сіють хаос. Після короткого періоду сумнівів Артур сповнений рішучості врятувати Різдво до світанку. Однак батько Артура починає переживати, що хаотичний дідусь не встигне вчасно дістатися до фінішу на клаптикових санях, тому вирушає разом зі Стівом. Зрештою, всі чотири Санта-Клауси разом доставляють відсутній подарунок. Коли вони стають свідками радості дитини, вони приголомшені, і Артура вибирають наступником Санти, який все ще перебуває на посаді.

## Ролі озвучували
| Актор           | Роль           |
| --------------- | -------------- |
| Джеймс Мак-Евой | Артур Клаус    |
| Г'ю Лорі        | Стівен Клаус   |
| Білл Наї        | Грандсанта     |
| Джим Бродбент   | Санта-Клаус    |
| Імельда Стонтон | Маргарет Клаус |

| Актор                                                              | Роль           |
| ------------------------------------------------------------------ | -------------- |
| Ешлі Дженсен                                                       | Брайоні Шелфлі |
| Марк Вуттон                                                        | Пітер          |
| Майкл Пелін                                                        | Ерні Клікер    |
| Роббі Колтрейн, Джоан К'юсак, Енді Серкіс, Домінік Вест, Стюарт Лі | ельфи          |

| Актор          | Роль                               |
| -------------- | ---------------------------------- |
| Рамона Маркес  | Гвен Хайнс                         |
| Лора Лінні     | голос комп'ютера Північного полюса |
| Єва Лонгорія   | шеф де Сілва                       |
| Джеррі Ламберт | N.O.R.A.D.                         |
| Міггі Донахо   | Педро                              |
| Фінлі Дафф     | французький хлопчик                |
| Річ Холл       | чоловік з Айдахо                   |
| Темзін Ґреґ    | додаткові голоси                   |